# Psilalcis
Psilalcis là một chi bướm đêm thuộc họ Geometridae.